# 25 października
25 października jest 298. (w latach przestępnych 299.) dniem w kalendarzu gregoriańskim. Do końca roku pozostaje 67 dni.

## Święta
- Imieniny obchodzą: Antonin, Chryzant, Chryzanta, Cyryn, Cyryna, Daria, Gaudenty, Hilary, Inga, January, Katarzyna, Kryspin, Kryspinian, Maur, Prot, Sambor, Tadea, Tadeusz, Teodozjusz i Wojmir.
- Grenada, Wyspy Dziewicze – Święto Dziękczynienia
- Kazachstan – Święto Republiki
- Republika Chińska (Tajwan) – Dzień Retrocesji
- Polska
  - Dzień Młodzieży Polskiego Czerwonego Krzyża[1]
  - Dzień Kundelka (święto wszystkich wielorasowych psów)
  - Dzień Ustawy o Ochronie Zwierząt[2]
  - Święto Sztabu Generalnego Wojska Polskiego[3]
  - dawn. Święto Wojskowych Służb Informacyjnych (do 2006)
- Wspomnienia i święta w Kościele katolickim[4][5] obchodzą:
  - św. Chryzant i Daria (męczennicy)
  - św. 40. męczenników Anglii i Walii
  - św. Gaudenty (biskup Brescii)
  - św. Kryspin i Kryspinian (bracia męczennicy)
  - św. Tadeusz Machar[6]
  - św. Amon z Toul (biskup)

## Wydarzenia w Polsce
- 1501 – Król Aleksander Jagiellończyk wydał przywilej mielnicki.
- 1520 – Król Zygmunt I Stary zawarł przymierze z chanem krymskim Mehmedem I Girejem.
- 1655 – IV wojna polsko-rosyjska: rozpoczęło się rosyjskie oblężenie Lwowa.
- 1823 – Zakończono usypywanie Kopca Tadeusza Kościuszki w Krakowie.
- 1844 – Ksiądz Piotr Ściegienny został aresztowany przez carską policję dzień po wystąpieniu na wiecu we wsi Krajno pod Kielcami i przed planowanym wybuchem powstania chłopskiego.
- 1850 – Zniesiono granicę celną między Królestwem Polskim a Cesarstwem Rosyjskim.
- 1853 – W Toruniu odsłonięto pomnik Mikołaja Kopernika.
- 1880 – Zainaugurował działalność Teatr Mały w Warszawie.
- 1888 – W Tarnowie otwarto pierwsze w Polsce Muzeum Diecezjalne.
- 1899 – Otwarto linię kolejową Kraków-Zakopane.
- 1918:
  - Rada Regencyjna Królestwa Polskiego ustanowiła urząd Szefa Sztabu Wojsk Polskich.
  - Wojciech Korfanty wystąpił w Reichstagu z żądaniem przyłączenia do państwa polskiego wszystkich ziem polskich zaboru pruskiego.
- 1920 – Oddziały generała Stanisława Bułak-Bałachowicza (15 000 żołnierzy) przekroczyły tymczasową granicę, rozpoczynając działania wojenne przeciwko Armii Czerwonej.
- 1921 – Józef Piłsudski poślubił swą drugą żonę Aleksandrę Szczerbińską.
- 1935:
  - Premiera filmu Rapsodia Bałtyku w reżyserii Leonarda Buczkowskiego.
  - Prezydent RP Ignacy Mościcki dokonał otwarcia schroniska górskiego ZHP „Głodówka” na Pogórzu Spisko-Gubałowskim.
- 1940 – Naczelny Wódz gen. Władysław Sikorski nadał żołnierzom 10. Brygady Kawalerii Pancernej gen. Stanisława Maczka specjalną odznakę honorową czarnego naramiennika za działania w trakcie kampanii wrześniowej.
- 1943 – W Warszawie doszło do nieudanej próby zamachu przez żołnierzy AK na SS-Scharführera Engelbertha Frühwirtha, zamiast którego omyłkowo zastrzelono innego niemieckiego funkcjonariusza.
- 1948 – Zainaugurowała działalność Państwowa Filharmonia im. Mieczysława Karłowicza w Szczecinie.
- 1952 – O 19:00 Telewizja Polska wyemitowała swój pierwszy, półgodzinny program.
- 1956 – Podarowany narodowi polskiemu przez władze czechosłowackie rękopis dzieła De revolutionibus Mikołaja Kopernika został przekazany Bibliotece Jagiellońskiej w Krakowie.
- 1965 – 15 osób zginęło, a 34 zostały ranne w katastrofie autobusu w Skwierzynie.
- 1987 – Na wspólnym posiedzeniu Tymczasowej Komisji Koordynacyjnej i Tymczasowej Rady NSZZ „Solidarność” powołano jednolite kierownictwo – Krajową Komisję Wykonawczą NSZZ „Solidarność”
- 1991 – Premiera filmu sensacyjnego V.I.P. w reżyserii Juliusza Machulskiego.
- 1993 – Prezydent Finlandii Mauno Koivisto został odznaczony Orderem Orła Białego.
- 1996 – Premiera filmu Panna Nikt w reżyserii Andrzeja Wajdy.
- 2007 – We Wrocławiu otwarto centrum handlowo-rozrywkowe Magnolia Park.
- 2008 – Oddano do użytku pełną I linię warszawskiego metra.
- 2014 – W Częstochowie Andrzej Gołota stoczył pokazowy pojedynek z Amerykaninem Danellem Nicholsonem i zakończył karierę bokserską.
- 2015 – Prawo i Sprawiedliwość wygrało wybory do Sejmu i Senatu RP.
- 2016 – Wystartował kanał Zoom TV w cyfrowej telewizji naziemnej.

## Wydarzenia na świecie
- 732 – Zwycięstwo armii frankijskiej nad Arabami w bitwie pod Poitiers.
- 912 – Rudolf II został królem Burgundii.
- 1131 – Ludwik VII Młody został koronowany vivente rege na króla Francji.
- 1147 – Wyprawy krzyżowe: wojska chrześcijańskie poniosły klęskę w bitwie pod Doryleum.
- 1154 – Henryk II Plantagenet został królem Anglii.
- 1241 – Kardynał Goffredo da Castiglione został wybrany na papieża i przyjął imię Celestyn IV.
- 1317 – Papież Jan XXII promulgował zbiór prawa kanonicznego Clementinae.
- 1349 – Król Majorki Jakub III poległ pod Lluchmayor w bitwie z wojskami aragońskimi.
- 1351 – II wojna o sukcesję rugijską: zwycięstwo wojsk książąt pomorskich z dynastii Gryfitów nad siłami meklemburskimi w bitwie pod Schoppenamm.
- 1356 – Przyszły król Szwecji Eryk XII Magnusson poślubił księżniczkę bawarską Beatrycze.

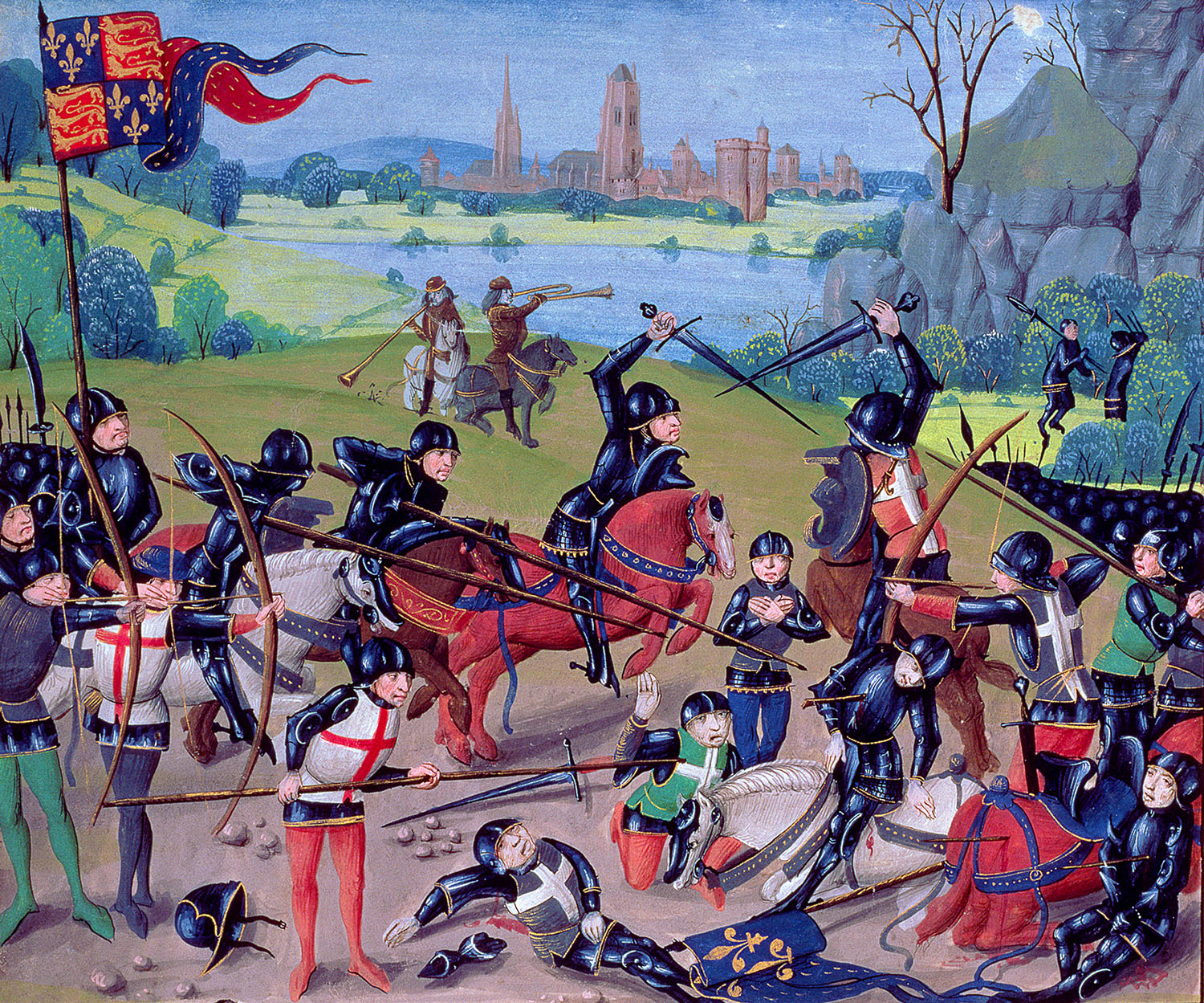
Bitwa pod Azincourt na XV-wiecznej rycinie

- 1415 – Wojna stuletnia: miażdżące zwycięstwo wojsk angielskich nad francuskimi w bitwie pod Azincourt.
- 1495 – Manuel I Szczęśliwy został królem Portugalii.
- 1521 – Powstanie Comuneros w Kastylii: kapitulacja ostatniego bastionu powstańców w Toledo.
- 1555 – Cesarz Niemiec i król Hiszpanii Karol V Habsburg ogłosił w brukselskim ratuszu swoją abdykację, do której doszło rok później.
- 1616 – Holenderski żeglarz Dirk Hartog jako drugi Europejczyk (po swoim rodaku Willemie Janszoonie) postawił nogę na ziemi australijskiej, lądując na jednej z wysp w Zatoce Rekina na wybrzeżu zachodnim.
- 1625 – Holendersko-portugalska wojna kolonialna: zwycięstwo wojsk portugalskich w bitwie pod Elminą w dzisiejszej Ghanie.
- 1671 – Włoski astronom Giovanni Cassini odkrył Japeta, jeden z księżyców Saturna.
- 1679 – Zawarto francusko-brandenburski traktat w Saint-Germain-en-Laye.
- 1697 – Założono miasto Loreto w Meksyku.
- 1707 – Cyprian I został ekumenicznym patriarchą Konstantynopola.
- 1722 – Ludwik XV został koronowany w katedrze w Reims na króla Francji.
- 1725 – Wieksznie na Litwie uzyskały prawa miejskie.
- 1743 – Francja i Hiszpania zawarły II pakt familijny.
- 1747 – Wojna o sukcesję austriacką: zwycięstwo floty brytyjskiej nad francuską w II bitwie u przylądka Finisterre.
- 1760 – Jerzy III Hanowerski został królem Wielkiej Brytanii.
- 1764 – Przyszły wiceprezydent i prezydent USA John Adams ożenił się z Abigail Smith.
- 1795 – Założono towarzystwo naukowe Institut de France.
- 1811 – Wojna na Półwyspie Iberyjskim: zwycięstwo wojsk napoleońskich nad hiszpańskimi w bitwie pod Saguntem.
- 1812 – Wojna brytyjsko-amerykańska: na południe od Azorów amerykański okręt wojenny USS „United States” zmusił do kapitulacji brytyjską jednostkę HMS „Macedonian”, na której wskutek ostrzału zginęło 104 marynarzy.
- 1813 – Wojna brytyjsko amerykańska: zwycięstwo wojsk brytyjskich w bitwie pod Châteauguay.
- 1828 – Otwarto Doki św. Katarzyny w Londynie.
- 1836 – Na paryskim Place de la Concorde odsłonięto 23-metrowy obelisk ze starożytnej świątyni w Luksorze, podarowany Francji w 1831 roku przez kedywa Egiptu Muhammada Alego.
- 1848 – W Trieście odbyła się premiera opery Korsarz z muzyką Giuseppe Verdiego i librettem Francesca Marii Piavego.
- 1854 – Wojna krymska: nierozstrzygnięta bitwa pod Bałakławą między sprzymierzonymi siłami brytyjsko-francusko-tureckimi a wojskami rosyjskimi.
- 1861:
  - Wojna secesyjna: zwycięstwo wojsk Unii w I bitwie pod Springfield.
  - Założono pierwszą kanadyjską giełdę papierów wartościowych Toronto Stock Exchange.
- 1865 – U wybrzeży Georgii zatonął podczas huraganu bez strat w ludziach amerykański parowiec SS „Republic”.
- 1875 – W Bostonie odbyło się prawykonanie I Koncertu fortepianowego Piotra Czajkowskiego.
- 1880 – Aleksandros Kumunduros został po raz trzeci premierem Grecji.
- 1888 – Austriacki astronom Johann Palisa odkrył planetoidę (279) Thule.
- 1889 – Sanetomi Sanjō został premierem Japonii.
- 1899 – Gen. Manuel Pando został prezydentem Boliwii.
- 1900 – Wielka Brytania zanektowała Transwal.
- 1901 – 19 osób zginęło, a 12 odniosło obrażenia w pożarze ośmiopiętrowego domu meblowego „Wilkinson & Company” w centrum Filadelfii.
- 1902 – Konsekrowano meczet w Mińsku.
- 1905 – Powstała Francuska Federacja Protestancka.
- 1906:
  - Georges Clemenceau został premierem Francji.
  - Na wybrzeżu Oregonu, w drodze do rzeki Kolumbia, osiadł bark „Peter Iredale”, którego wrak pozostaje do dzisiaj atrakcją turystyczną.
- 1912 – W Stuttgarcie odbyła się prapremiera opery Ariadna na Naksos z muzyką Richarda Straussa i librettem Hugo von Hofmannsthala.
- 1913 – W Wiedniu odbyła się prapremiera operetki Polska krew z muzyką Oskara Nedbala i librettem Leo Steina.
- 1918 – U wybrzeży południowej Alaski zatonął kanadyjski statek pasażerski „Princess Sophia”, w wyniku czego zginęło 356 osób.
- 1922 – Wojna domowa w Rosji: bolszewicy zdobyli Władywostok.
- 1924 – W wodach u wybrzeży ówczesnego Związku Południowej Afryki po raz pierwszy rzekomo zaobserwowano kryptydę trunko.
- 1927:
  - Sardar Szir Ahmad został pierwszym premierem Afganistanu.
  - U wybrzeży Brazylii zatonął włoski statek pasażerski „Principessa Mafalda”, w wyniku czego zginęło 312 osób.
- 1930:
  - 99 górników zginęło w wyniku eksplozji w kopalni węgla kamiennego w Quierschied w niemieckim kraju Saary.
  - W bazylice św. Franciszka w Asyżu odbył się ślub cara Bułgarii Borysa III z księżniczką sabaudzką Joanną.
- 1932 – George Lansbury został wybrany na przewodniczącego brytyjskiej Partii Pracy.
- 1935 – Clement Attlee został wybrany na przewodniczącego brytyjskiej Partii Pracy.
- 1936 – Został zawarty układ Niemcy-Włochy (oś Berlin-Rzym).
- 1937 – Celâl Bayar został premierem Turcji
- 1938 – Rząd Benito Mussoliniego ogłosił Libię integralną częścią Włoch.
- 1939 – Bitwa o Atlantyk: u wybrzeży Dover brytyjskie okręty zatopiły U-Boota U-16 wraz z całą, 28-osobową załogą
- 1940:
  - Premiera amerykańskiej komedii romantycznej Siedmiu grzeszników w reżyserii Taya Garnetta.
  - W nocy z 24 na 25 października w nalocie na miasta Harwich i Felixstowe po raz pierwszy w czasie bitwy o Anglię wzięło udział lotnictwo włoskie.
- 1941 – Upłynął ostateczny termin przeprowadzki do getta żydowskiego w Rydze, w którego granicach znalazło się 29,6 tys. osób.
- 1943 – Front wschodni: Armia Czerwona wyzwoliła Dniepropetrowsk.
- 1944:
  - Adolf Hitler wydał dekret powołujący Volkssturm.
  - Wojna o Pacyfik: w Cieśninie Tajwańskiej został zatopiony własną torpedą, która zboczyła z kursu, amerykański okręt podwodny USS „Tang”, w wyniku czego zginęło 78 członków załogi, a 9 uratowanych (wraz z kapitanem) trafiło do japońskiej niewoli; zwycięstwem aliantów zakończyła się bitwa w zatoce Leyte.
- 1945 – Wojska japońskie na Tajwanie poddały się oddziałom Czang Kaj-szeka.
- 1950 – Chiny włączyły się do wojny koreańskiej, wysyłając armię kilkuset tysięcy tzw. ochotników ludowych.
- 1951 – Rozpoczęły działalność Japan Airlines.
- 1955:
  - Dokonano oblotu szwedzkiego myśliwca Saab J35 Draken.
  - Zmarła na białaczkę 12-letnia Japonka Sadako Sasaki, która jako dwulatka przeżyła atak atomowy na Hiroszimę. Do chwili śmierci złożyła 644 z 1000 papierowych żurawi, co według japońskiej legendy miałoby doprowadzić do jej wyzdrowienia.
- 1956:
  - Adolf Hitler został urzędowo uznany za zmarłego.
  - Powstanie węgierskie: przed budynkiem parlamentu w Budapeszcie komunistyczna policja polityczna ÁVH dokonała masakry około stu demonstrantów.
  - Sam Yun został premierem Kambodży.
- 1960 – Amerykańska firma Bulova zaprezentowała pierwszy na świecie zegarek naręczny zasilany bateryjnie Accutron 214.
- 1962:
  - Kryzys kubański: podczas posiedzenia Rady Bezpieczeństwa ONZ amerykański ambasador Adlai Ewing Stevenson II przedstawił zdjęcia radzieckich instalacji rakietowych na Kubie.
  - Uganda została członkiem ONZ.
- 1965 – Do nieczynnego obecnie portu w Tel Awiwie przybił ostatni statek.
- 1966 – Lon Nol został premierem Kambodży.
- 1967 – Abd al-Hamid al-Bakkusz został premierem Libii.
- 1968 – Należący do Northeast Airlines samolot Fairchild F-27, lecący z Bostonu do Montpelier w stanie Vermont, rozbił się podczas podchodzenia do międzylądowania w Lebanon w stanie New Hampshire, w wyniku czego zginęły 32 osoby, a 10 zostało rannych.
- 1970 – Papież Paweł VI kanonizował czterdziestu męczenników Anglii i Walii.
- 1971:
  - Uchwalono rezolucję nr 2758 na mocy której ChRL uzyskała wszystkie chińskie prawa w ONZ. Tajwan został usunięty z organizacji.
  - Zainaugurował działalność Uniwersytet w niemieckim Kassel.
- 1973 – Zawieszeniem broni zakończyła się arabsko-izraelska wojna Jom Kipur.
- 1975 – Samolot transportowy Boliwijskich Sił Powietrznych Convair CV-440 rozbił krótko po starcie z La Paz, w wyniku czego zginęło wszystkich 55 osób na pokładzie.
- 1978:
  - Ahmed Abdallah został po raz drugi prezydentem Komorów.
  - Premiera amerykańskiego horroru Halloween w reżyserii Johna Carpentera.
- 1979 – Kraj Basków uzyskał autonomię.
- 1980:
  - Odkryto księżyce Saturna: Pandorę i Prometeusza.
  - Przyjęto Konwencję haską dotyczącą cywilnych aspektów uprowadzenia dziecka za granicę.
  - Szafik al-Wazzan został premierem Libanu.
- 1983 – Wojska amerykańskie dokonały inwazji na Grenadę w celu stłumienia komunistycznej rebelii.
- 1984 – W Turcji wykonano ostatni wyrok śmierci na skazanym na mocy prawa wojskowego zabójcy 3 policjantów Hidirze Aslanie.
- 1985 – Założono linie lotnicze Emirates.
- 1986 – Wszedł do służby lotniskowiec USS „Theodore Roosevelt”.
- 1987 – Włoski lekarz i naukowiec Giuseppe Moscati został kanonizowany przez papieża Jana Pawła II.
- 1990:
  - Albański prozaik i poeta Ismail Kadare otrzymał azyl polityczny we Francji.
  - Rada Najwyższa Kazachstanu przyjęła deklarację niepodległości (od ZSRR).
  - W ramach ściśle tajnej operacji „Samum”, przeprowadzonej przez polski wywiad (ZW UOP), ewakuowano z Iraku sześciu agentów wywiadu amerykańskiego.
- 1991:
  - Dokonano oblotu samolotu pasażerskiego Airbus A340.
  - Ostatni żołnierze jugosłowiańscy opuścili terytorium Słowenii.
- 1992 – Obywatele Litwy zaaprobowali w referendum nową konstytucję.
- 1993:
  - Crispin Anselm Sorhaindo został prezydentem Dominiki.
  - Liberalna Partia Kanady wygrała wybory parlamentarne.
- 1995:
  - Dokonano pierwszego próbnego wystrzelenia rosyjskiego pocisku balistycznego Iskander.
  - Premiera jugosłowiańskiego filmu Underground w reżyserii Emira Kusturicy.
  - W miejscowości Fox River Grove w stanie Illinois doszło do wypadku na przejeździe kolejowo-drogowym z udziałem autobusu szkolnego, w wyniku którego śmierć poniosło 7 osób.
- 1997 – Gen. Denis Sassou-Nguesso, po obaleniu Pascala Lissouby, został po raz trzeci prezydentem Konga.
- 2000 – 84 osoby zginęły w katastrofie samolotu Ił-18, należącego do Sił Powietrznych Federacji Rosyjskiej w gruzińskim Batumi.
- 2001:
  - Wydano system operacyjny Microsoft Windows XP.
  - Została przyjęta nowa flaga Rwandy.
- 2003:
  - W Lizbonie otwarto Stadion Światła, który zastąpił otwarty w 1954 i wyburzony stadion o tej samej nazwie.
  - Został aresztowany właściciel rosyjskiego koncernu jaftowego Jukos Michaił Chodorkowski.
- 2005 – Masakra 85 muzułmanów w Tak Bai w Tajlandii.
- 2006 – W kanadyjskim Vancouver urodziły się zrośnięte mózgami bliźniaczki syjamskie Krista i Tatiana Hogan.
- 2007:
  - Pierwszy komercyjny lot Airbusa A380 na trasie Singapur-Sydney.
  - W Watykanie ujawniono dokumenty z procesu templariuszy.
- 2009 – 155 osób zginęło, a około 500 zostało rannych w zamachach bombowych w Bagdadzie.
- 2010 – Rozpoczęła się erupcja wulkanu Merapi na Jawie.
- 2012 – Bidzina Iwaniszwili został premierem Gruzji.
- 2018 – Sahle-Work Zewde jako pierwsza kobieta została wybrana przez Federalne Zgromadzenie Parlamentarne na urząd prezydenta Etiopii.
- 2020 – Uruchomiono metro w pakistańskim Lahaurze.
- 2021 – W Sudanie doszło do wojskowego zamachu stanu, w wyniku którego uwięziono premiera Abd Allaha Hamduka, zdymisjonowano rząd i wprowadzono stan wyjątkowy.
- 2022 – Rishi Sunak został premierem Wielkiej Brytanii.
- 2023:
  - 40-letni szaleniec Robert Card zastrzelił 18 osób i ranił 13 innych w Lewiston w stanie Maine, po czym popełnił samobójstwo.
  - Robert Fico został po raz trzeci premierem Słowacji.

## Zdarzenia astronomiczne ieksploracja kosmosu
- 1301 – Pojawiła się Kometa Halleya.
- 1966 – Radziecka sonda Łuna 12 weszła na orbitę Księżyca
- 1968 – Rozpoczęła się bezzałogowa, radziecka misja kosmiczna Sojuz 2.
- 1975 – Lądownik radzieckiej sondy Wenera 10 osiadł na Wenus.

## Urodzili się
- 1102 – Wilhelm Clito, hrabia Flandrii (zm. 1128)
- 1330 – Ludwik II de Male, hrabia Flandrii, Nevers i Rethel (zm. 1384)
- 1558 – Ottavio Bandini, włoski duchowny katolicki, arcybiskup Fermo, kardynał (zm. 1629)
- 1576 – (data chrztu) Thomas Weelkes, angielski kompozytor, organista (zm. 1623)
- 1589 – Jan Stanisław Sapieha, marszałek wielki litewski (zm. 1635)
- 1636 – Friedrich Geisler, niemiecki prawnik (zm. 1679)
- 1668 – Szymon Żywicki, polski prawnik, wykładowca akademicki (zm. 1706)
- 1683 – Charles FitzRoy, brytyjski arystokrata, polityk (zm. 1757)
- 1692 – Elżbieta Farnese, księżniczka Parmy, królowa Hiszpanii (zm. 1766)
- 1701 – Pedro Antonio de Barroeta Angel, hiszpański duchowny katolicki, arcybiskup metropolita Limy i prymas Peru, arcybiskup metropolita Granady (zm. 1775)
- 1705 – Johann Friedrich Endersch, niemiecki kartograf, matematyk (zm. 1769)
- 1709:
  - Georg Gebel (młodszy), niemiecki muzyk, kompozytor (zm. 1753)
  - (data chrztu) Jan Wagenaar, niderlandzki kupiec, historyk (zm. 1773)
- 1713 – Marie-Jeanne Riccoboni, francuska pisarka, publicystka, aktorka (zm. 1792)
- 1730 – Kryspin Cieszkowski, polski duchowny katolicki, biskup pomocniczy lwowski (zm. 1792)
- 1743 – Fryderyk Karol August, książę Waldeck-Pyrmont (zm. 1812)
- 1755 – François-Joseph Lefebvre, francuski dowódca wojskowy, marszałek Francji, książę Gdańska (zm. 1820)
- 1759:
  - Maria Fiodorowna, księżniczka Wirtembergii, cesarzowa Rosji (zm. 1828)
  - William Grenville, brytyjski arystokrata, polityk, premier Wielkiej Brytanii (zm. 1834)
- 1767 – Benjamin Constant, francuski polityk, pisarz (zm. 1830)
- 1769 – Władysław Jabłonowski, polski i francuski generał, generał brygady Legionów Polskich (zm. 1802)
- 1772 – Geraud Duroc, francuski generał (zm. 1813)
- 1782 – Levi Lincoln, amerykański prawnik, polityk (zm. 1868)
- 1789 – Samuel Heinrich Schwabe, niemiecki aptekarz, astronom amator (zm. 1875)
- 1793 – William Duhurst Merrick, amerykański polityk, senator (zm. 1857)
- 1800:
  - Thomas Babington Macaulay, brytyjski pisarz, historyk, polityk (zm. 1859)
  - Jacques Paul Migne, francuski duchowny katolicki, wydawca (zm. 1875)
- 1801 – Edward Curtis, amerykański polityk (zm. 1856)
- 1802:
  - Richard Parkes Bonington, brytyjski malarz, grafik (zm. 1828)
  - Bogusław Horodyński, polski ziemianin, oficer, uczestnik powstania listopadowego (zm. 1866)
- 1805 – Teodor Donimirski, polski ziemianin, działacz społeczny (zm. 1884)
- 1806 – Max Stirner, niemiecki filozof (zm. 1856)
- 1809 – Maksymilian Wolff, polski lekarz, uczestnik powstania listopadowego (zm. 1874)
- 1811:
  - Antonio Ciseri, włoski malarz pochodzenia szwajcarskiego (zm. 1891)
  - Évariste Galois, francuski matematyk, działacz polityczny (zm. 1832)
  - Carl Morgenstern, niemiecki malarz (zm. 1893)
  - Carl Ferdinand Wilhelm Walther, niemiecko-amerykański duchowny i teolog luterański, pierwszy prezydent Kościoła Luterańskiego Synodu Missouri (zm. 1887)
- 1814 – Ludwik Karol Orleański, francuski arystokrata, generał (zm. 1896)
- 1818 – Józef María Díaz Sanjurjo, hiszpański dominikanin, misjonarz, biskup, męczennik, święty (zm. 1858)
- 1820 – Lorenz Frølich, duński malarz, rysownik (zm. 1908)
- 1822:
  - Adolf Dux, węgierski pisarz, tłumacz, publicysta pochodzenia żydowskiego (zm. 1881)
  - Romuald Lenczewski, polski architekt (zm. 1912)
- 1825:
  - Auguste Axenfeld, ukraińsko-francuski malarz, lekarz (zm. 1876)
  - Johann Strauss (syn), austriacki kompozytor, dyrygent, skrzypek (zm. 1899)
- 1827 – Marcellin Berthelot, francuski chemik, polityk (zm. 1907)
- 1832 – Julián Arcas, hiszpański gitarzysta, kompozytor (zm. 1882)
- 1838 – Georges Bizet, francuski kompozytor (zm. 1875)
- 1840 – Thomas Davidson, szkocko-amerykański filozof (zm. 1900)
- 1843:
  - Tadeusz Romanowicz, polski dziennikarz, literat, działacz narodowy, polityk, uczestnik powstania styczniowego (zm. 1904)
  - Thomas Simpson Sproule, kanadyjski polityk (zm. 1917)
  - Gleb Uspienski, rosyjski pisarz (zm. 1902)
- 1846 – Aital Witoszyński, polski prawnik, urzędnik, burmistrz Sanoka pochodzenia rusińskiego (zm. 1913)
- 1848:
  - Max Bahr, niemiecki przemysłowiec (zm. 1930)
  - Carlo Emery, włoski entomolog, myrmekolog (zm. 1925)
- 1850 – Felicjan Fierek, polski bernardyn (zm. 1910)
- 1853:
  - Sydney Buxton, brytyjski arystokrata, polityk (zm. 1934)
  - Adam Prażmowski, polski mikrobiolog, agronom, działacz społeczny (zm. 1920)
- 1860 – Jan Robert Gebethner, polski księgarz, wydawca (zm. 1910)
- 1864:
  - John Francis Dodge, amerykański przedsiębiorca (zm. 1920)
  - Aleksandr Grieczaninow, rosyjski kompozytor (zm. 1956)
  - Toktoguł Satyłganow, kirgiski poeta, kompozytor, pieśniarz (zm. 1933)
- 1866 – Norbert Klein, czeski duchowny katolicki, biskup Brna (zm. 1933)
- 1867 – Józef Dowbor-Muśnicki, polski generał broni (zm. 1937)
- 1868 – Michał Świerzyński, polski kompozytor, dyrygent (zm. 1957)
- 1870 – Ernesto Lugaro, włoski neurolog, psychiatra (zm. 1940)
- 1873:
  - Stanisław Trzeciak, polski duchowny katolicki, teolog, działacz społeczny (zm. 1944)
  - John Willys, amerykański dyplomata (zm. 1935)
- 1874:
  - Henri Bénard, francuski fizyk (zm. 1939)
  - Romuald Dąbrowski, polski generał brygady (zm. 1939)
- 1879 – Józef Wróblewski, polski major piechoty (zm. 1920)
- 1880 – Dariusz Hernández Morató, hiszpański jezuita, męczennik, błogosławiony (zm. 1936)
- 1881:
  - Abdon Kłodziński, polski historyk (zm. 1937)
  - Pablo Picasso, hiszpański malarz, rzeźbiarz (zm. 1973)
- 1882 – André-Damien-Ferdinand Jullien, francuski kardynał (zm. 1964)
- 1883 – Nikołaj Krestinski, rosyjski prawnik, rewolucjonista, działacz partii bolszewickiej, dyplomata, ofiara "wielkiej czystki" w ZSRR (zm. 1938)
- 1884 – Liuda Purėnienė, litewska prawnik, dziennikarka, działaczka polityczna (zm. 1972)
- 1885:
  - Xavier Lesage, francuski jeździec sportowy (zm. 1969)
  - Stanisław Pawlak, polski skrzypek, pedagog (zm. 1955)
- 1886 – Leo G. Carroll, brytyjski aktor (zm. 1972)
- 1889:
  - Abel Gance, francuski reżyser filmowy (zm. 1981)
  - Ignacy Rosenstock, polski dziennikarz i działacz sportowy, sędzia piłkarski pochodzenia żydowskiego (zm. 1935)
- 1890:
  - Afzał Tagirow, baszkirski pisarz, polityk (zm. 1937)
  - Arthur Woodburn, brytyjski polityk (zm. 1978)
- 1891:
  - Henning Holst, duński hokeista na trawie (zm. 1975)
  - Mikołaj (Karpow), rosyjski biskup prawosławny (zm. 1932)
- 1892 – Nell Shipman, kanadyjsko-amerykańska aktorka, scenarzystka i producentka filmowa (zm. 1970)
- 1893 – Michał Kryspin Pawlikowski, polski pisarz emigracyjny (zm. 1972)
- 1894 – Luis Larrea Alba, ekwadorski pułkownik, polityk, tymczasowy prezydent Ekwadoru (zm. 1979)
- 1895 – Lewi Eszkol, izraelski polityk, premier Izraela (zm. 1969)
- 1896 – Teofil Dąbrowski, polski major piechoty, ofiara zbrodni katyńskiej (zm. 1940)
- 1897 – Andrzej Sołtan, polski fizyk jądrowy, założyciel i pierwszy dyrektor Instytutu Badań Jądrowych (zm. 1959)
- 1898 – Guerard des Lauriers, francuski dominikanin, teolog (zm. 1988)
- 1899:
  - Witold Łucjan Langrod, polski socjolog, prawnik, dyplomata, pisarz (zm. 1983)
  - Micheál Mac Liammóir, irlandzki aktor, reżyser, scenograf, dramaturg (zm. 1978)
- 1900:
  - Czesław Bajer, polski handlowiec, ekonomista, działacz państwowy i turystyczny (zm. 1979)
  - Stefan Gądzio, polski major piechoty, żołnierz AK (zm. 1945)
  - William Stevenson, amerykański lekkoatleta, sprinter, prawnik, dyplomata (zm. 1985)
- 1901 – Otton Jarzyna, polski żołnierz, powstaniec śląski, działacz komunistyczny (zm. 1969)
- 1902:
  - Carlo Gnocchi, włoski duchowny katolicki, błogosławiony (zm. 1956)
  - Eddie Lang, amerykański gitarzysta jazzowy pochodzenia włoskiego (zm. 1933)
  - Václav Vydra, czeski aktor, reżyser teatralny (zm. 1979)
- 1903:
  - Katharine Byron, amerykańska polityk (zm. 1976)
  - Piet van der Horst, holenderski kolarz szosowy i torowy (zm. 1983)
- 1904:
  - Edmund Pszczółkowski, polski ekonomista, generał brygady, polityk, poseł na Sejm PRL, minister rolnictwa (zm. 1997)
  - Bill Tytla, amerykański animator pochodzenia ukraińskiego (zm. 1968)
- 1905 – Gao Gang, chiński polityk komunistyczny (zm. 1954)
- 1906:
  - Antoni Alexandrowicz, polski major pilot (zm. 1943)
  - Dmitrij Onuprijenko, radziecki generał (zm. 1977)
  - Aleksandr Puzanow, rosyjski polityk komunistyczny, premier Rosyjskiej FSRR (zm. 1998)
  - Dmitrij Żymierin, radziecki polityk (zm. 1995)
- 1908:
  - Adyliusz Daronch, brazylijski męczennik, błogosławiony (zm. 1924)
  - Gotthard Handrick, niemiecki pięcioboista nowoczesny (zm. 1978)
  - Leonard Malik, polski piłkarz (zm. 1945)
- 1909:
  - Edward Flynn, amerykański bokser (zm. 1982)
  - Jean-Paul Le Chanois, francuski aktor, reżyser i scenarzysta filmowy (zm. 1985)
  - Jan Tacina, polski muzyk, etnograf (zm. 1990)
- 1910:
  - William Higinbotham, amerykański fizyk (zm. 1994)
  - Johnny Mauro, amerykański kierowca wyścigowy (zm. 2003)
- 1912 – Luigi Raimondi, włoski kardynał (zm. 1975)
- 1913:
  - Klaus Barbie, niemiecki funkcjonariusz nazistowski, zbrodniarz wojenny (zm. 1991)
  - Bolesław Jaszczuk, polski inżynier, polityk, poseł na Sejm PRL, minister energetyki (zm. 1990)
  - Awraham Joffe, izraelski generał major, polityk (zm. 1983)
- 1914 – John Berryman, amerykański poeta (zm. 1972)
- 1917 – Stanisław Sewiłło, polski kleryk, jezuita, Sługa Boży (zm. 1943)
- 1919:
  - Barbara Skarga, polska filozof, przewodniczącą rady redakcyjnej rocznika „Etyka” (zm. 2009)
  - Beate Uhse, niemiecka pilotka, bizneswoman (zm. 2001)
- 1920:
  - Amiet-Chan Sułtan, radziecki pilot wojskowy, as myśliwski (zm. 1971)
  - Bolesław Kolasa, polski hokeista (zm. 2007)
  - Edmund Kossowski, polski śpiewak operowy (bas), pedagog (zm. 2002)
- 1921:
  - Edward Kopczyński, polski pisarz (zm. 1992)
  - Louis Lawson, angielski żużlowiec (zm. 2009)
  - Michał I, rumuński arystokrata, król Rumunii (zm. 2017)
  - Joanna Muszkowska-Penson, polska internistka, profesor nauk medycznych, działaczka opozycji antykomunistycznej (zm. 2023)
  - Fryderyk Sadowski, polski skrzypek, pedagog (zm. 1980)
  - Stanisław Wawrzecki, polski działacz gospodarczy (zm. 1965)
- 1922:
  - Brendan Cauldwell, irlandzki aktor (zm. 2006)
  - Gloria Lasso, hiszpańska piosenkarka (zm. 2005)
  - Joseph-Marie Sardou, francuski duchowny katolicki, arcybiskup Monako (zm. 2009)
  - Abdurrahman Shala, albański aktor, reżyser, scenarzysta i producent filmowy (zm. 1994)
- 1923:
  - Belita Jepson-Turner, brytyjska łyżwiarka figurowa, aktorka (zm. 2005)
  - Beate Sirota Gordon, japońska feministka pochodzenia rosyjsko-żydowskiego (zm. 2012)
- 1924:
  - Billy Barty, amerykański aktor (zm. 2000)
  - Wiktor Makiejew, rosyjski konstruktor rakiet (zm. 1985)
  - Zbigniew Szlamiński, polski neurochirurg (zm. 2013)
- 1925:
  - Oralia Domínguez, meksykańska śpiewaczka operowa (mezzosopran) (zm. 2013)
  - Rudolf Poliniewicz, polski żołnierz partyzantki antykomunistycznej (zm. 1946)
  - John Snyder, amerykański duchowny katolicki, biskup Saint Augustine (zm. 2019)
  - Jerzy Tomaszewski, polski chemik, działacz opozycji antykomunistycznej (zm. 2013)
- 1926:
  - Danuta Przesmycka, polska aktorka (zm. 2024)
  - Galina Wiszniewska, rosyjska aktorka, śpiewaczka operowa i operetkowa (sopran) (zm. 2012)
- 1927:
  - Jorge Batlle, urugwajski polityk, prezydent Urugwaju (zm. 2016)
  - Franklin Held, amerykański lekkoatleta, oszczepnik
  - Lawrence Kohlberg, amerykański psycholog pochodzenia żydowskiego (zm. 1987)
  - Frank Rodimer, amerykański duchowny katolicki, biskup Paterson (zm. 2018)
  - Zenon Wechmann, polski działacz harcerski i społeczny, więzień polityczny (zm. 2024)
- 1928:
  - Jeanne Cooper, amerykańska aktorka (zm. 2013)
  - Anthony Franciosa, amerykański aktor (zm. 2006)
  - Irena Malarczyk, polska aktorka (zm. 2009)
  - Paulo Mendes da Rocha, brazylijski architekt (zm. 2021)
  - Armin Müller, niemiecki prozaik, poeta, aforysta, malarz (zm. 2005)
  - Peter Naur, duński astronom, informatyk (zm. 2016)
  - Marion Ross, amerykańska aktorka
  - Jakow Rylski, rosyjski szablista (zm. 1999)
- 1929:
  - Michel Knuysen, belgijski wioślarz (zm. 2013)
  - Ferenc Mohácsi, węgierski kajakarz (zm. 2025)
  - Robin Parkinson, brytyjski aktor (zm. 2022)
  - Claude Rouer, francuski kolarz szosowy (zm. 2021)
  - Jerzy Wojtecki, polski polityk, minister rolnictwa, poseł na Sejm PRL (zm. 1998)
- 1930:
  - Jadwiga Bińczycka, polska pedagog, profesor nauk humanistycznych (zm. 2019)
  - Raphael Fliss, amerykański duchowny katolicki, biskup Superior (zm. 2015)
  - Károly Honfi, węgierski szachista (zm. 1996)
  - Henryk Maciołek, polski lekarz weterynarii, polityk, poseł na Sejm PRL
  - Lutosław Wolniewicz, polski fizyk (zm. 2020)
- 1931:
  - Annie Girardot, francuska aktorka (zm. 2011)
  - Klaus Hasselmann, niemiecki fizyk, oceanograf, klimatolog, laureat Nagrody Nobla
  - Jimmy McIlroy, północnoirlandzki piłkarz, trener (zm. 2018)
  - Władysław Piotrowski, polski historyk literatury rosyjskiej, wykładowca akademicki
- 1932:
  - Witold Fokin, ukraiński polityk, premier Ukrainy (zm. 2025)
  - Jerzy Pawłowski, polski szablista, malarz (zm. 2005)
  - Theodor Pištěk, czeski kostiumograf
- 1933:
  - Tadeusz Bartkowiak, polski aktor
  - Aleksandr Gelman, rosyjski dramaturg, scenarzysta filmowy pochodzenia żydowskiego
  - Wiktor Kapitonow, rosyjski kolarz szosowy i torowy (zm. 2005)
  - Severino Lojodice, włoski piłkarz (zm. 2023)
- 1934:
  - Andrzej Niekrasz, polski grafik, pedagog (zm. 2013)
  - Jerry M. Patterson, amerykański prawnik, polityk, burmistrz Santa Ana (zm. 2024)
  - Carlos Sherman, białoruski poeta, prozaik, tłumacz, krytyk literacki, obrońca praw człowieka (zm. 2005)
  - Damian Zimoń, polski duchowny katolicki, arcybiskup metropolita katowicki
- 1935:
  - Wilhelm Dichter, polski pisarz pochodzenia żydowskiego
  - Stanisław Pruszyński, polski dziennikarz radiowy, reporter, redaktor, przedsiębiorca
  - Russell Schweickart, amerykański pilot wojskowy, astronauta
- 1936:
  - Martin Gilbert, brytyjski historyk (zm. 2015)
  - Wacław Latocha, polski kolarz torowy i szosowy (zm. 2006)
  - Arnfinn Nesset, norweski seryjny morderca
  - Joaquín Pérez de las Heras, meksykański jeździec sportowy (zm. 2011)
  - Marcin Piwocki, polski geolog (zm. 2021)
- 1937:
  - Ignacio Carrasco de Paula, hiszpański duchowny katolicki, biskup, urzędnik watykański
  - Valerijus Čekmonas, litewski językoznawca, slawista (zm. 2004)
  - Sylwester Kaczyński, polski bokser (zm. 2025)
  - Zofia Klimonda, polska archeolożka, antykwariuszka i działaczka antykomunistyczna (zm. 2002)[7][8]
  - Dhorkë Orgocka, albańska aktorka
- 1938:
  - Reginald Cawcutt, południowoafrykański duchowny katolicki, biskup pomocniczy Kapsztadu (zm. 2022)
  - Bob Webster, amerykański skoczek do wody
  - Eduard Worobjow, rosyjski generał pułkownik
- 1939:
  - Zelmo Beaty, amerykański koszykarz, trener (zm. 2013)
  - Robert Cogoi, belgijski piosenkarz (zm. 2022)
  - Aleksander Gawroński, polski aktor (zm. 2003)
  - Nikołaj Kisielow, rosyjski kombinator norweski (zm. 2005)
- 1940:
  - Bob Knight, amerykański koszykarz, trener (zm. 2023)
  - Joachim Krajczy, polski piłkarz, trener
  - Apolo Nsibambi, ugandyjski polityk, minister, premier Ugandy (zm. 2019)
- 1941:
  - Romualda Hofertienė, litewska nauczycielka, działaczka oświatowa, polityk (zm. 2017)
  - Kim Hye-ja, południowokoreańska aktorka
  - Helen Reddy, australijska aktorka, piosenkarka (zm. 2020)
  - Anne Tyler, amerykańska pisarka
  - Dave Weill, amerykański lekkoatleta, dyskobol
- 1942:
  - Andrzej Bogaj, polski humanista, pedagog (zm. 2024)
  - Zbigniew Rebzda, polski reżyser filmowy (zm. 1989)
- 1943:
  - Zbigniew Lew-Starowicz, polski psychiatra, psychoterapeuta, seksuolog (zm. 2024)
  - Janusz Mazurek, polski prawnik, polityk, senator RP (zm. 2024)
- 1944:
  - Jon Anderson, brytyjski wokalista, instrumentalista, autor tekstów, członek zespołu Yes
  - Zdzisława Robaszewska, polska lekkoatletka, biegaczka średniodystansowa
- 1945:
  - Jurij Mieszkow, krymski polityk, prezydent Autonomicznej Republiki Krymu (zm. 2019)
  - Krzysztof Piesiewicz, polski prawnik, adwokat, polityk, senator RP, scenarzysta filmowy
  - Francisco Sá, argentyński piłkarz, trener
  - Aparna Sen, indyjska aktorka, reżyserka i scenarzystka filmowa
  - Romuald Szeremietiew, polski prawnik polityk, poseł na Sejm RP, wiceminister obrony narodowej, publicysta
- 1946:
  - Bastiaan Belder, holenderski polityk
  - Elías Figueroa, chilijski piłkarz, trener
  - Janusz Gajowniczek, polski pisarz
  - Edward Mazur, polski przedsiębiorca, działacz polonijny
  - Atilano Rodríguez Martínez, hiszpański duchowny katolicki, biskup Sigüenzy-Guadalajary
- 1947 – Stanisław Kalemba, polski inżynier rolnik, polityk, poseł na Sejm RP, minister rolnictwa
- 1948:
  - Dave Cowens, amerykański koszykarz, trener
  - Dan Issel, amerykański koszykarz
  - Sigleif Johansen, norweski biathlonista
  - Lorenzo Ornaghi, włoski politolog, dziennikarz, polityk
  - Glenn Tipton, brytyjski gitarzysta, członek zespołu Judas Priest
- 1949:
  - Ireneusz Engler, polski reżyser telewizyjny, dokumentalista
  - Dharam Gokhool, maurytyjski polityk, prezydent Mauritiusa
  - Brian Kerwin, amerykański aktor
- 1950:
  - Fernando Arêas Rifan, brazylijski duchowny katolicki, administrator Personalnej Administratury Apostolskiej Świętego Jana Marii Vianneya
  - Roger Davies, angielski piłkarz
  - Horst Eberlein, niemiecki duchowny katolicki, biskup pomocniczy Hamburga
  - Constantino Méndez, hiszpański prawnik, polityk, sekretarz stanu ds. obrony (zm. 2023)
  - Chris Norman, brytyjski wokalista, gitarzysta, kompozytor
- 1951:
  - Joop Alberda, holenderski trener siatkarski, działacz sportowy
  - Janusz Bargieł, polski prawnik, działacz opozycji antykomunistycznej (zm. 2019)
  - Richard Lloyd, amerykański wokalista, gitarzysta, kompozytor
- 1952:
  - Maciej Gołąb, polski muzykolog
  - Konstanty Kaiszauri, polski szachista pochodzenia gruzińskiego
  - Orit Noked, izraelska prawnik, polityk
  - Myriam Spiteri Debono, maltańska polityk, prezydent Malty
- 1953:
  - Daniele Bagnoli, włoski trener siatkarski (zm. 2024)
  - Jassim Jakub, kuwejcki piłkarz
- 1954:
  - Jurij Arabow, rosyjski pisarz, scenarzysta filmowy (zm. 2023)
  - Marian Florczyk, polski duchowny katolicki, biskup pomocniczy kielecki
  - Laura Łącz, polska aktorka
- 1955:
  - Glynis Barber, południowoafrykańska aktorka
  - Gale Anne Hurd, amerykańska producentka filmowa
  - Matthias Jabs, niemiecki gitarzysta, członek zespołu Scorpions
- 1956:
  - Jakub Bułat, polski etnograf, księgarz, działacz opozycji antykomunistycznej
  - Hryhorij Dańko, ukraiński zapaśnik
  - Didier Donfut, belgijski i waloński samorządowiec, polityk
  - Vlastimil Picek, czeski generał, polityk
- 1957:
  - Krzysztof Czarnecki, polski polityk, samorządowiec, poseł na Sejm RP
  - Anatolij Hrycenko, ukraiński polityk
  - Natalja Szubienkowa, rosyjska lekkoatletka, wieloboistka
  - Piet Wildschut, holenderski piłkarz
- 1958:
  - Kornelia Ender, niemiecka pływaczka
  - Leo Houtsonen, fiński piłkarz (zm. 2019)
  - Jan Kuriata, polski polityk, nauczyciel akademicki, poseł na Sejm RP
- 1959:
  - Ratko Dostanić, serbski piłkarz, trener
  - Sławomir Filipowski, polski lekkoatleta, płotkarz, trener (zm. 2024)
  - Marc Hauser, amerykański biolog ewolucyjny
  - Sierik Konakbajew, kazachski bokser
- 1960:
  - Rima Baškienė, litewska inżynier, działaczka samorządowa, polityk
  - Stefania Craxi, włoska polityk
  - Jarosław Czubiński, polski prawnik, dyplomata
  - Sergio Díaz, meksykański piłkarz, trener
  - Pavel Helebrand, czeski kompozytor
  - Hong Sang-soo, południowokoreański reżyser, scenarzysta i producent filmowy
  - Osvaldo Ríos, portorykański aktor, model, piosenkarz
  - Tomasz Siminiak, polski kardiolog
  - Tomasz Swędrowski, polski dziennikarz i komentator sportowy
- 1961:
  - John Sivebæk, duński piłkarz
  - Chad Smith, amerykański perkusista, członek zespołu Red Hot Chili Peppers
  - Alison Webb, kanadyjska judoczka
- 1962:
  - David Furnish, kanadyjski producent i reżyser filmowy
  - Katarzyna Gniewkowska, polska aktorka
  - Steve Hodge, angielski piłkarz
- 1963:
  - Shelton Fabre, amerykański duchowny katolicki, biskup Houma-Thibodaux
  - John Levén, szwedzki basista, członek zespołu Europe
  - Tracy Nelson, amerykańska aktorka
  - Mansoni Ngombo, kongijski piłkarz
  - José Ortiz, portorykański koszykarz
- 1964:
  - Johan de Kock, holenderski piłkarz
  - Nicole, niemiecka piosenkarka
  - Kevin Michael Richardson, amerykański aktor
  - Aldona Struzik, polska aktorka
  - Tadeusz Urban, polski przedsiębiorca, polityk, poseł na Sejm RP
  - Peter Van den Begin, belgijski aktor, scenarzysta filmowy
  - Andreas Münzer, austriacki kulturysta (zm. 1996)
- 1965:
  - Mathieu Amalric, francuski aktor, reżyser i scenarzysta filmowy
  - Valdir Benedito, brazylijski piłkarz
  - Paweł Fidala, polski operator filmowy (zm. 2018)
  - Dominique Herr, szwajcarski piłkarz
  - Rainer Strecker, niemiecki aktor
  - Maury Travis, amerykański seryjny morderca (zm. 2002)
- 1966:
  - Gustavo Adrianzén, peruwiański prawnik, polityk i dyplomata, premier Peru
  - Lionel Charbonnier, francuski piłkarz, bramkarz
  - Wendel Clark, kanadyjski hokeista
  - Siergiej Syrcow, rosyjski sztangista
- 1967:
  - Maik Landsmann, niemiecki kolarz szosowy
  - Martin Marinow, bułgarski kajakarz, kanadyjkarz
  - Gary Sundgren, szwedzki piłkarz
- 1968:
  - Serhij Czujczenko, ukraiński piłkarz, trener
  - Olga Sehnalová, czeska lekarka, działaczka samorządowa, polityk, eurodeputowana
- 1969:
  - Josef Beránek, czeski hokeista
  - Małgorzata Niemczyk, polska siatkarka
  - Oleg Salenko, rosyjski piłkarz
  - Alex Webster, amerykański muzyk, kompozytor, wokalista, członek zespołu Cannibal Corpse
  - Iwona Zubel, polska siatkarka
- 1970:
  - Peter Aerts, holenderski kick-boxer
  - Jon Bunch, amerykański wokalista, muzyk, kompozytor, członek zespołów Sense Field i Further Seems Forever (zm. 2016)
  - Adam Goldberg, amerykański aktor, reżyser i producent filmowy, kompozytor pochodzenia żydowskiego
  - Jarosław Łukaszewski, polski żużlowiec
  - Adam Strug, polski wokalista, kompozytor, poeta, scenarzysta filmów dokumentalnych, etnomuzykolog
  - Sławomir Trelka, polski hokeista, bramkarz
- 1971:
  - Athena Chu, chińska aktorka
  - Jerzy Gorzelik, polski historyk sztuki, wykładowca akademicki samorządowiec
  - Midori Gotō, japońska skrzypaczka
  - Leslie Grossman, amerykańska aktorka komediowa pochodzenia żydowskiego
  - Richard Hall, jamajski bokser
  - Jelena Lenina, rosyjska pisarka, modelka, osobowość telewizyjna
  - Pedro Martínez, amerykański baseballista
  - Katarzyna Sadło, polska blogerka, publicystka
  - Elif Şafak, turecka pisarka, felietonistka, feministka, doktor nauk politycznych, wykładowczyni akademicka
- 1972:
  - Dario Andriotto, włoski kolarz szosowy
  - Janina Conceição, brazylijska siatkarka
  - Rodolfo Falcón, kubański pływak
  - Iwa Mitewa, bułgarska prawnik, polityk, przewodnicząca Zgromadzenia Narodowego
  - Persia White, amerykańska aktorka
- 1973:
  - Lamont Bentley, amerykański aktor (zm. 2005)
  - Cai Weiyan, chińska lekkoatletka, tyczkarka
  - Michael Weston, amerykański aktor
  - Bettina Wulff, niemiecka pierwsza dama
- 1974:
  - Cristiano Citton, włoski kolarz torowy i szosowy
  - Almir Tolja, bośniacki piłkarz, bramkarz
  - Pedro Vasconcelos, brazylijski aktor, reżyser teatralny, filmowy i telewizyjny
- 1975:
  - Vincent Aka-Akesse, francusko-iworyjski zapaśnik
  - Viola Brzezińska, polska piosenkarka, kompozytorka, autorka tekstów
  - Zadie Smith, brytyjska pisarka
  - Antony Starr, nowozelandzki aktor
- 1976:
  - Deon Burton, jamajski piłkarz
  - David Davis, hiszpański piłkarz ręczny
  - Ahmad Duchi, saudyjski piłkarz
  - Marek Rachoń, polski aktor
  - Anton Sicharulidze, rosyjski łyżwiarz figurowy, polityk pochodzenia gruzińskiego
- 1977:
  - Rodolfo Bodipo, piłkarz z Gwinei Równikowej
  - Yehonathan Gatro, izraelski piosenkarz, aktor
  - Jamill Kelly, amerykański zapaśnik
  - Mitică Pricop, rumuński kajakarz, kanadyjkarz
  - Birgit Prinz, niemiecka piłkarka
  - The Alchemist, amerykański producent muzyczny, raper, didżej
- 1978:
  - Ahn Young-hak, północnokoreański piłkarz
  - Russell Anderson, szkocki piłkarz
  - Przemysław Cichoń, polski piłkarz
  - Eleonora Dziękiewicz, polska siatkarka
  - Zachary Knighton, amerykański aktor
  - Robert Mambo Mumba, kenijski piłkarz
  - Matt Shirvington, australijski lekkoatleta, sprinter
  - Metody (Zajcew), rosyjski biskup prawosławny
- 1979:
  - Eddie Argos, brytyjski muzyk, pisarz, malarz i autor komiksów[9]
  - Bat for Lashes, brytyjska piosenkarka, autorka tekstów pochodzenia pakistańskiego
  - Karl-Heinz Dorner, austriacki skoczek narciarski
  - Marta Głuchowska, polska łyżwiarka figurowa
  - Rob Hulse, angielski piłkarz
  - Sarah Thompson, amerykańska aktorka
  - Gavin Williams, samoański rugbysta pochodzenia nowozelandzkiego
- 1980:
  - Mehcad Brooks, amerykański aktor, model
  - Michael Möllinger, szwajcarski skoczek narciarski pochodzenia niemieckiego
  - Hubert Radke, polski koszykarz
  - Rafał Siemianowski, polski urzędnik państwowy
  - Milovan Sikimić, serbski piłkarz
  - Félicien Singbo, belizeński piłkarz
- 1981:
  - Hiroshi Aoyama, japoński motocyklista wyścigowy
  - Siergiej Giejbiel, rosyjski pływak
  - Cleon John, trynidadzko-tobagijski piłkarz, bramkarz
  - Gary Reed, kanadyjski lekkoatleta, średniodystansowiec
  - Shaun Wright-Phillips, angielski piłkarz
- 1982:
  - Nikołaj Czebot´ko, kazachski biegacz narciarski (zm. 2021)
  - Mateusz Grydlik, polski aktor
  - Ewa Jagielska, polska lekkoatletka, biegaczka długodystansowa
  - Camilla Jensen, duńska curlerka
  - Aki Jones, amerykański futbolista (zm. 2014)
- 1983:
  - Stanisław Bohusz, ukraiński piłkarz, bramkarz
  - Ljubka Genowa, bułgarska szachistka
  - Daniele Mannini, włoski piłkarz
  - Marien Moreau, francuski siatkarz
  - Emilian Pavel, rumuński polityk, eurodeputowany
  - Lauren Tamayo, amerykańska kolarka torowa
- 1984:
  - Paule Baudouin, francuska piłkarka ręczna
  - Nicolas Besch, francuski hokeista pochodzenia polskiego
  - Marius Constantin, rumuński piłkarz
  - Tícia Gara, węgierska szachistka
  - Frederick Gomez, arubański piłkarz
  - Youness Hawassi, marokański piłkarz
  - Federico Higuaín, argentyński piłkarz
  - Sara Lumholdt, szwedzka piosenkarka
  - Marija Lwowa-Biełowa, rosyjska polityk, zbrodniarka wojenna
  - Mimicat, portugalska piosenkarka, kompozytorka
  - Katy Perry, amerykańska piosenkarka, kompozytorka, aktorka
  - Marko Primorac, chorwacki ekonomista, wykładowca akademicki, minister finansów i wicepremier
  - Iván Ramis, hiszpański piłkarz
  - Yannick Riendeau, kanadyjski hokeista
  - Skitzofrenix, bośniacko-holenderski didżej, producent muzyczny.
  - Slavica Semenjuk, serbska lekkoatletka, tyczkarka
  - Karolina Šprem, chorwacka tenisistka
- 1985:
  - Ciara, amerykańska piosenkarka, producentka muzyczna, aktorka, modelka
  - Isah Eliakwu, nigeryjsjki piłkarz
  - Reanne Evans, angielska snookerzystka
  - Esteban Granados, kostarykański piłkarz
  - Kara Lynn Joyce, amerykańska pływaczka
  - Rusłan Kuang, bułgarski piłkarz pochodzenia wietnamskiego
  - Rajender Kumar, indyjski zapaśnik
  - Michael Liendl, austriacki piłkarz
  - Juan Manuel Martínez, argentyński piłkarz
  - Zoltán Nagy, węgierski piłkarz
  - Arkadij Naiditsch, niemiecki szachista pochodzenia łotewskiego
  - Ihor Oszczypko, ukraiński piłkarz
  - Daniele Padelli, włoski piłkarz
  - John Robinson, amerykański aktor
  - Marta Sziłajtis-Obiegło, polska kapitan jachtowa
  - Wład Topałow, rosyjski aktor, piosenkarz, tancerz
- 1986:
  - Noris Cabrera, kubańska siatkarka
  - Demond Carter, amerykański koszykarz
  - Roger Espinoza, honduraski piłkarz
  - Ryōko Fuda, japońska tenisistka
  - Eddie Gaven, amerykański piłkarz
  - Jekatierina Szumiłowa, rosyjska biathlonistka
  - Karol Ząbik, polski żużlowiec
- 1987:
  - Roman Błahy, ukraiński hokeista
  - Darron Gibson, irlandzki piłkarz
  - Fabian Hambüchen, niemiecki gimnastyk sportowy
  - Agnieszka Leszczyńska, polska lekkoatletka, biegaczka średniodystansowa
- 1988:
  - Robson Conceição, brazylijski bokser
  - Chandler Parsons, amerykański koszykarz
  - Klaudia Pielesz, polska piłkarka ręczna
- 1989:
  - Amber English, amerykańska strzelczyni sportowa
  - Wendy García, meksykańska zapaśniczka
  - Sten Grytebust, norweski piłkarz, bramkarz pochodzenia liberyjskiego
  - Milena Pędziwiatr, polska lekkoatletka, sprinterka
  - Mia Wasikowska, australijska aktorka pochodzenia polskiego
- 1990:
  - Wayne Boyd, brytyjski kierowca wyścigowy
  - Mattia Cattaneo, włoski kolarz szosowy
  - Toni Markić, bośniacki piłkarz
  - Asha Philip, brytyjska lekkoatletka, sprinterka
  - Milena Rašić, serbska siatkarka
  - Dzina Sazanawiec, białoruska sztangistka
  - Florian Sotoca, francuski piłkarz
  - Rolland Torok, rumuński koszykarz pochodzenia węgierskiego
- 1991:
  - Marco Davide Faraoni, włoski piłkarz
  - Izabełła Szinikowa, bułgarska tenisistka
  - Agnieszka Śnieżek, polska koszykarka
- 1992:
  - Clarisse Agbegnenou, francuska judoczka
  - Davide Formolo, włoski kolarz szosowy
  - Siergiej Ridzik, rosyjski narciarz dowolny
  - Jewel Tunstull, amerykańska koszykarka
- 1993:
  - Iván García, meksykański skoczek do wody
  - William Howard, amerykański koszykarz
- 1994:
  - Zoey Clark, brytyjska lekkoatletka, sprinterka
  - Jefferson Lerma, kolumbijski piłkarz
  - Matteo Lodo, włoski wioślarz
  - Gorr Minasjan, ormiański sztangista
  - Ray Robson, amerykański szachista
  - Riko Sawayanagi, japońska tenisistka
- 1995:
  - Garrett Backstrom, amerykański aktor
  - Conchita Campbell, kanadyjska aktorka pochodzenia polskiego
  - Jock Landale, australijski koszykarz
  - Patrick McCaw, amerykański koszykarz
- 1996:
  - P.J. Dozier, amerykański koszykarz
  - Karolina Goliat, belgijska siatkarka pochodzenia polskiego
  - Daisy Jepkemei, kenijska lekkoatletka, biegaczka
  - Marileidy Paulino, dominikańska lekkoatletka, sprinterka
- 1997:
  - Federico Chiesa, włoski piłkarz
  - Michael Rice, brytyjski piosenkarz
- 1998:
  - Nazarij Rusyn, ukraiński piłkarz
  - Felix Sandman, szwedzki piosenkarz, aktor
  - Joël Suter, szwajcarski kolarz szosowy
  - McKinley Wright, amerykański koszykarz
- 1999:
  - Nuriddin Chamrokulow, tadżycki piłkarz
  - Romeo Langford, amerykański koszykarz
- 2000:
  - Ryūsei Ikeda, japoński skoczek narciarski
  - Dan Ndoye, szwajcarski piłkarz pochodzenia senegalskiego
  - Dominik Szoboszlai, węgierski piłkarz
  - Vincent Zhou, amerykański łyżwiarz figurowy pochodzenia chińskiego
- 2001:
  - Gabriel Arévalo, brazylijski judoka
  - Lea Debeljak, słoweńska koszykarka
  - Elżbieta, belgijska księżniczka
  - Marcelo Fernández, paragwajski piłkarz
  - Kinga Gacka, polska lekkoatletka, sprinterka
  - Marita Kramer, austriacka skoczkini narciarska pochodzenia holenderskiego
  - Jakub Lewandowski, polski hokeista
- 2002 – Alessandro Bedetti, włoski aktor filmowy
- 2003:
  - Devonte Campbell, jamajski piłkarz
  - Petar Sučić, chorwacki piłkarz
- 2006 – Krista i Tatiana Hogan, kanadyjskie bliźniaczki syjamskie
- 2007 – Biljana Čekić, serbska aktorka

## Zmarli
- 168 – Dou Wu, regent Chin (ur. ?)
- 304 – Marcelin, papież, święty (ur. ?)
- 625 – Bonifacy V, papież (ur. ?)
- 912 – Rudolf I, król Górnej Burgundii (ur. 859)
- 1047 – Magnus I Dobry, król Norwegii i Danii (ur. 1024)
- 1131 – Fryderyk ze Schwarzenburga, niemiecki duchowny katolicki, arcybiskup Kolonii, książę-elektor Rzeszy (ur. po 1070)
- 1154 – Stefan z Blois, król Anglii (ur. ok. 1097)
- 1200 – Konrad von Wittelsbach, niemiecki duchowny katolicki, arcybiskup Salzburga i Moguncji, kardynał (ur. 1125)
- 1230 – Gilbert de Clare, angielski możnowładca (ur. 1180)
- 1271 – Małgorzata Andechs-Meranien, margrabina morawska (ur.?)
- 1349 – Jakub III, król Majorki (ur. 1315)
- 1400 – Geoffrey Chaucer, angielski poeta, filozof, dyplomata (ur. ok. 1343)
- 1415:
  - Edward III, książę Bar (ur. ok. 1367)
  - Karol d’Albret, konetabl Francji (ur. ?)
  - Edward Norwich, książę Yorku (ur. ok. 1773)
- 1478 – Katarzyna, królowa Bośni (ur. ok. 1424)
- 1492 – Tadeusz Machar, irlandzki duchowny katolicki, biskup, błogosławiony (ur. ok. 1455)
- 1495 – Jan II Doskonały, król Portugalii (ur. 1455)
- 1575 – Jerónimo de Loayza, hiszpański duchowny katolicki, arcybiskup Limy i prymas Peru (ur. 1498)
- 1627 – Jan Eustachy von Westernach, administrator urzędu wielkiego mistrza i mistrz krajowy niemiecki zakonu krzyżackiego (ur. 1545)
- 1647 – Evangelista Torricelli, włoski fizyk, matematyk (ur. 1608)
- 1653 – Théophraste Renaudot, francuski lekarz, filantrop, dziennikarz (ur. 1586)
- 1656 – Francesco Quaresmi, włoski franciszkanin, kapłan, palestynolog, teolog, Kustosz Ziemi Świętej (ur. 1583)
- 1667 – Ernst Adalbert von Harrach, austriacki duchowny katolicki, arcybiskup metropolita praski i prymas Czech, kardynał (ur. 1598)
- 1676 – Justus Georg Schottelius, niemiecki gramatyk, poeta, dramaturg (ur. 1612)
- 1703 – Kazimierz Benedykt Leżeński, polski duchowny katolicki, biskup pomocniczy warmiński (ur. ok. 1653)
- 1707 – Gabriel III, ekumeniczny patriarcha Konstantynopola (ur. ?)
- 1720 – Nicolas de Fer, francuski kartograf, rytownik, wydawca (ur. 1646)
- 1730 – Johann Michael Rottmayr, austriacki malarz (ur. 1656)
- 1732 – Andrea Brustolon, włoski rzeźbiarz (ur. 1662)
- 1733 – Giovanni Gerolamo Saccheri, włoski jezuita, matematyk (ur. 1667)
- 1748:
  - Jan Alcober, hiszpański dominikanin, misjonarz, męczennik, święty (ur. 1694)
  - Franciszek Serrano, hiszpański dominikanin, misjonarz, męczennik, święty (ur. 1695)
- 1757 – Anton Sturm, niemiecki rzeźbiarz (ur. 1690)
- 1760 – Jerzy II Hanowerski, król Wielkiej Brytanii (ur. 1683)
- 1766 – Walenty Franciszek Wężyk, polski duchowny katolicki, biskup chełmski i przemyski (ur. 1705)
- 1796 – Michał Czapski, polski szlachcic, polityk (ur. 1702)
- 1806 – Henry Knox, amerykański generał, polityk (ur. 1750)
- 1809:
  - Alexander Ball, brytyjski arystokrata, admirał, cywilny komisarz Malty (ur. 1757)
  - Ignacy Miączyński, polski hrabia, ziemianin (ur. 1760)
- 1818 – Étienne Hubert de Cambacérès, francuski duchowny katolicki, arcybiskup Rouen, kardynał (ur. 1756)
- 1826 – Philippe Pinel, francuski lekarz psychiatra (ur. 1745)
- 1829 – Andreas Birch, duński teolog luterański, biblista, paleograf (ur. 1758)
- 1832 – Asensio Julià, hiszpański malarz (ur. 1760)
- 1833 – Abbas Mirza, książę perski (ur. 1789)
- 1844 – Heinrich Cotta, niemiecki leśnik (ur. 1763)
- 1847 – Piotr Dahlman, polski poeta, publicysta, uczestnik powstania listopadowego (ur. 1810)
- 1848 – Dixon Hall Lewis, amerykański polityk (ur. 1802)
- 1860 – Józef Lê Đăng Thị, wietnamski męczennik i święty katolicki (ur. ok. 1825)
- 1861:
  - James Graham, brytyjski arystokrata, polityk (ur. 1792)
  - Friedrich Carl von Savigny, niemiecki prawnik, polityk (ur. 1779)
- 1864 – Karol Marconi, polski malarz pochodzenia włosko-szkockiego (ur. 1826)
- 1867 – Herman Epstein, polski bankier, przedsiębiorca pochodzenia żydowskiego (ur. 1806)
- 1873 – Ludwik Oborski, polski pułkownik, działacz socjalistyczny i emigracyjny (ur. 1787)
- 1875 – Jacques Paul Migne, francuski duchowny katolicki, wydawca (ur. 1800)
- 1876 – Ida von Reinsberg-Düringsfeld, niemiecka pisarka (ur. 1815)
- 1877 – Antoni Muchliński, polski orientalista, wykładowca akademicki (ur. 1808)
- 1878 – Ludwig Maurer, niemiecki kompozytor, skrzypek, dyrygent (ur. 1789)
- 1880 – Thomas Campbell Eyton, brytyjski naturalista, ornitolog (ur. 1809)
- 1884:
  - Carlo Alberto Castigliano, włoski inżynier (ur. 1847)
  - Karl Rudolf von Ollech, pruski generał (ur. 1811)
- 1889 – Émile Augier, francuski dramaturg (ur. 1820)
- 1890 – Robert McCormick, brytyjski badacz polarny (ur. 1800)
- 1892 – Caroline Harrison, amerykańska pierwsza dama (ur. 1832)
- 1893 – Małgorzata Orleańska, francuska księżniczka (ur. 1846)
- 1895 – Charles Hallé, niemiecki pianista, dyrygent (ur. 1819)
- 1899 – Peter Mitchell, kanadyjski polityk (ur. 1824)
- 1901 – Jan Paweł Aleksander Sapieha, polski ziemianin, wojskowy (ur. 1847)
- 1902 – Frank Norris, amerykański pisarz (ur. 1870)
- 1904 – Moritz von Brunner, austro-węgierski marszałek polny, architekt (ur. 1839)
- 1905 – Max Biagini, niemiecki sztukator (ur. 1857)
- 1906 – Todor Burmow, bułgarski polityk, premier Bułgarii (ur. 1834)
- 1908 – Lorenz Frølich, duński malarz, rysownik (ur. 1820)
- 1909 – Charles Reid, szkocki rugbysta (ur. 1864)
- 1910 – Franz Pieler, niemiecki inżynier górniczy (ur. 1835)
- 1911:
  - Édouard André, francuski architekt krajobrazu (ur. 1840)
  - Kazimierz Mirecki, polski malarz (ur. 1830)
- 1912 – Henryk Kadyi, polski anatom, patolog, wykładowca akademicki (ur. 1851)
- 1915:
  - Konstanty Ciołek-Żelechowski, polski żołnierz Legionów Polskich (ur. 1893)
  - Adam Przybylski, polski żołnierz Legionów Polskich (ur. 1897)
  - Adolf Sternschuss, polski prawnik, c. k. urzędnik skarbowy, kolekcjoner dzieł sztuki, żołnierz Legionów Polskich (ur. 1873)
- 1916:
  - William Chase, amerykański malarz, pedagog (ur. 1849)
  - Władysław Czosnowski, polski przedsiębiorca budowlany, uczestnik powstania styczniowego (ur. 1841)
  - Hans Georg Kurella, niemiecki neurolog, psychiatra (ur. 1858)
  - Papus, francuski lekarz, hipnotyzer, okultysta, ezoteryk, teozof, różokrzyżowiec, martynista (ur. 1865)
- 1918:
  - Walter Harper, amerykański wspinacz (ur. 1892)
  - Walentin Jakowlew, rosyjski działacz bolszewicki (ur. 1892)
  - Grigorij Wejnbaum, rosyjski działacz bolszewicki (ur. 1891)
- 1919:
  - Wilhelm Feldman, polski publicysta, krytyk i historyk literatury pochodzenia żydowskiego (ur. 1868)
  - Eugène Ruffy, szwajcarski polityk, prezydent Szwajcarii (ur. 1854)
- 1920:
  - Aleksander I, król Grecji (ur. 1893)
  - Terence MacSwiney, irlandzki prozaik, poeta, dramatopisarz, bojownik o niepodległość kraju (ur. 1879)
- 1922:
  - Oskar Hertwig, niemiecki biolog, wykładowca akademicki (ur. 1849)
  - Józef Henryk Hłasko, polski strażak (ur. 1863)
- 1924 – Ziya Gökalp, turecki poeta, filolog, socjolog (ur. 1876)
- 1925 – Wiktor Czarnocki, polski major, inżynier agronom (ur. 1886)
- 1926 – Maria Letycja Bonaparte-Aosta, francuska arystokratka (ur. 1866)
- 1929:
  - Michał Grek, polski adwokat, polityk (ur. 1862)
  - Szymon Harnam, polski działacz komunistyczny (ur. 1908)
- 1930:
  - Eligio Ayala, paragwajski publicysta, polityk, prezydent Paragwaju (ur. 1879)
  - Stanisław Knake-Zawadzki, polski aktor, reżyser, pedagog, dyrektor teatrów (ur. 1858 lub 59)
- 1932 – Konstanty Janicki, polski zoolog, parazytolog, wykładowca akademicki (ur. 1876)
- 1933:
  - Józef Paczkowski, polski historyk, archiwista, wykładowca akademicki (ur. 1861)
  - Albert Wangerin, niemiecki matematyk, pedagog (ur. 1844)
- 1934:
  - Lauri Ingman, fiński duchowny i teolog luterański, polityk (ur. 1868)
  - Juozas Purickis, litewski polityk, publicysta (ur. 1883)
- 1935:
  - William Leushner, amerykański strzelec sportowy pochodzenia kanadyjskiego (ur. 1863)
  - Henri Pirenne, belgijski historyk (ur. 1862)
- 1936:
  - Rekared Centelles Abad, hiszpański duchowny katolicki, męczennik, błogosławiony (ur. 1904)
  - Józefa Rajmunda Masia Ferragut, hiszpańska augustianka, męczennica, błogosławiona (ur. 1897)
  - Maria Felicyta Masiá Ferragut, hiszpańska klaryska kapucynka, męczennica, błogosławiona (ur. 1890)
  - Maria Teresa Ferragut Roig, hiszpańska działaczka Akcji Katolickiej, męczennica, błogosławiona (ur. 1853)
  - Maria Weronika Masia Ferragut, hiszpańska klaryska kapucynka, męczennica, błogosławiona (ur. 1884)
  - Maria Wincencja Masia Ferragut, hiszpańska klaryska kapucynka, męczennica, błogosławiona (ur. 1882)
- 1937:
  - Michaił Gołubiatnikow, radziecki polityk (ur. 1897)
  - Stepan Horeny, radziecki polityk (ur. 1900)
  - Pawieł Markitan, radziecki polityk (ur. 1887)
  - Hélie de Talleyrand-Périgord, francuski arystokrata, salonowiec (ur. 1859)
  - Jurij Wojcechiwski, radziecki polityk (ur. 1883)
- 1938:
  - Paul Johner, szwajcarski szachista, kompozytor szachowy (ur. 1887)
  - Alfonsina Storni, argentyńska poetka (ur. 1892)
- 1939:
  - Anton Eiselsberg, austriacki chirurg (ur. 1860)
  - Mikołaj Kiedacz, polski prawnik, działacz społeczny, polityk, prezydent Poznania (ur. 1879)
  - Józef Mazur, polski polityk, poseł na Sejm RP (ur. 1895)
  - Romuald Wowkonowicz, polski inżynier (ur. 1884)
- 1940 – Franciszek Jastrzębski, polski kapitan pilot (ur. 1905)
- 1941:
  - Robert Delaunay, francuski malarz (ur. 1885)
  - Józef Kamala-Kurhański, polski podinspektor policji, funkcjonariusz państwowy (ur. 1884)
  - Franz von Werra, niemiecki baron, pilot wojskowy, as myśliwski (ur. 1914)
- 1942:
  - Franciszek Czajkowski, polski porucznik pilot (ur. 1916)
  - Zygmunt Vetulani, polski ekonomista, dyplomata, urzędnik konsularny (ur. 1894)
- 1943:
  - Antoni Paleń, polski oficer GL (ur. 1920)
  - Mieczysław Treter, polski historyk, krytyk i popularyzator sztuki, muzeolog (ur. 1883)
- 1944:
  - Gustave Hervé, francuski polityk (ur. 1871)
  - Stanisław Koźmiński, polski kapitan, dziennikarz radiowy (ur. 1882)
  - Kazimierz Marian Morawski, polski historyk, eseista, działacz i historyk konserwatyzmu (ur. 1884)
  - Władysław Zakrzewski, polski malarz, grafik (ur. 1903)
- 1945 – Robert Ley, niemiecki polityk nazistowski (ur. 1890)
- 1946:
  - Juliusz Drapella, polski generał brygady (ur. 1886)
  - Teodora Mukułowska, polska malarka, działaczka oświatowa (ur. 1880)
- 1947:
  - Kazimierz Gallas, polski polityk, poseł na Sejm Ustawodawczy (ur. 1885)
  - Marguerite Lebrun, francuska pierwsza dama (ur. 1878)
- 1948:
  - Janina Karasiówna, polska major AK, teozofka (ur. 1903)
  - Zygmunt Wasilewski, polski polityk, senator RP (ur. 1865)
- 1951:
  - Arthur Wigram Money, brytyjski generał major (ur. 1866)
  - Amelia Orleańska, królowa Portugalii (ur. 1865)
  - Maria Romanowa, wielka księżna Rosji (ur. 1907)
- 1952 – Siergiej Bortkiewicz, ukraiński kompozytor pochodzenia polskiego (ur. 1877)
- 1954 – Marika Stiernstedt, szwedzka pisarka, autorka książek dla młodzieży (ur. 1875)
- 1955:
  - Mikołaj (Mogilewski), rosyjski biskup prawosławny (ur. 1874)
  - Sadako Sasaki, japońska dziewczynka (ur. 1943)
- 1956:
  - Józef Hołda, polski prawnik, wykładowca akademicki (ur. 1904)
  - Risto Ryti, fiński polityk, premier Finlandii (ur. 1889)
- 1957:
  - Lord Dunsany, brytyjski prozaik, dramaturg (ur. 1878)
  - Arkadij Jermakow, radziecki generał porucznik (ur. 1899)
  - Kenneth McKellar, amerykański polityk (ur. 1869)
- 1958 – José Gustavo Guerrero, salwadorski prawnik, polityk, dyplomata (ur. 1876)
- 1960:
  - Harry Ferguson, irlandzki inżynier, wynalazca (ur. 1884)
  - Tadeusz Mitraszewski, polski prawnik (ur. 1892)
  - José Padilla Sánchez, hiszpański kompozytor, pianista (ur. 1889)
- 1961 – Sheridan Downey, amerykański polityk (ur. 1884)
- 1963:
  - Roger Désormière, francuski kompozytor, dyrygent (ur. 1898)
  - Karl von Terzaghi, austriacki inżynier budownictwa, geolog (ur. 1883)
- 1964 – Bronisław Kopczyński, polski malarz, rysownik, grafik (ur. 1882)
- 1965 – Hans Knappertsbusch, niemiecki dyrygent (ur. 1888)
- 1966:
  - Jan Borowski, polski architekt, konserwator zabytków (ur. 1890)
  - Witold Grabowski, polski prawnik, polityk, minister sprawiedliwości (ur. 1898)
  - Stefan Kamiński, polski komandor podporucznik (ur. 1897)
- 1967:
  - Guillermo Lovell, argentyński bokser (ur. 1918)
  - Marian Sobieski, polski muzykolog, etnograf, wykładowca akademicki (ur. 1908)
  - Árpád Vajda, węgierski szachista (ur. 1896)
- 1968 – Lew Boboszko, rosyjski generał major, działacz emigracyjny (ur. 1883)
- 1969 – Will Erich Peuckert, niemiecki etnolog, folklorysta, pisarz (ur. 1895)
- 1970 – Mirosław Ramułt, polski zoolog, wykładowca akademicki (ur. 1890)
- 1971 – Michaił Jangiel, radziecki inżynier, specjalista techniki rakietowej i astronautycznej (ur. 1911)
- 1972:
  - Johnny Mantz, amerykański kierowca wyścigowy (ur. 1918)
  - Konstanty Matyjewicz-Maciejewicz, polski kapitan żeglugi wielkiej (ur. 1890)
  - Charles Willoughby, amerykański generał major (ur. 1892)
- 1973:
  - Abebe Bikila, etiopski lekkoatleta, maratończyk (ur. 1932)
  - William Whitworth, brytyjski admirał (ur. 1884)
- 1974:
  - Nikola Babić, chorwacki piłkarz (ur. 1905)
  - Leon Kroll, amerykański malarz, litograf (ur. 1884)
- 1975:
  - Frank Puglia, włosko-amerykański aktor (ur. 1892)
  - Mieczysław Wallis, polski filozof, historyk sztuki, wykładowca akademicki (ur. 1895)
- 1976:
  - Eduard Kohout, czeski aktor (ur. 1889)
  - Raymond Queneau, francuski pisarz (ur. 1903)
- 1977 – Félix Gouin, francuski polityk, przewodniczący Rządu Tymczasowego (ur. 1884)
- 1978 – Edward Kowalczyk, polski piłkarz (ur. 1905)
- 1979:
  - Maphevu Dlamini, suazyjski książę, polityk, premier Suazi (ur. 1922)
  - Wacław Przeździecki, polski piłkarz, trener (ur. 1907)
- 1980:
  - Władysław Chłopicki, polski lekarz neurolog, psychiatra (ur. 1894)
  - Florian Zając, polski duchowny katolicki, kapelan AK, działacz antykomunistyczny, więzień polityczny (ur. 1906)
- 1981:
  - Barbara Bedford, amerykańska aktorka (ur. 1903)
  - Ariel Durant, amerykańska pisarka pochodzenia żydowskiego (ur. 1898)
- 1982:
  - Karl Bruckner, austriacki pisarz, autor książek dla dzieci i młodzieży (ur. 1906)
  - Bill Eckersley, angielski piłkarz (ur. 1925)
  - Arvid Wallman, szwedzki skoczek do wody (ur. 1901)
- 1983 – Aleksander Kupcewicz, polski piłkarz, trener (ur. 1923)
- 1984:
  - Fiodor Bokow, radziecki generał porucznik (ur. 1904)
  - Jakub III, grecki duchowny prawosławny, arcybiskup Aten i całej Grecji (ur. 1895)
  - René Lorain, francuski lekkoatleta, sprinter (ur. 1900)
  - Pascale Ogier, francuska aktorka (ur. 1958)
- 1985:
  - Rafał Chołda, polski himalaista, inżynier metalurg (ur. 1957)
  - Morton Downey, amerykański piosenkarz, kompozytor (ur. 1901)
  - Wiktor Makiejew, radziecki konstruktor rakiet (ur. 1924)
  - Olier Mordrel, bretoński architekt, publicysta, pisarz, działacz nacjonalistyczny, kolaborant (ur. 1901)
  - Mieczysław Połukard, polski żużlowiec, trener (ur. 1930)
- 1986:
  - Guillermo Eizaguirre, hiszpański piłkarz, bramkarz (ur. 1909)
  - Dmitrij Fomin, radziecki polityk (ur. 1900)
  - Izabella Garglinowicz, polska pianistka, pedagog (ur. 1903)
  - Władysław Soporek, polski piłkarz, trener (ur. 1927)
  - Forrest Tucker, amerykański aktor (ur. 1919)
- 1987:
  - Cecil Brown, amerykański dziennikarz, korespondent wojenny (ur. 1907)
  - Stanisław Grzywiński, polski polityk, poseł na Sejm PRL (ur. 1902)
- 1988:
  - Jesús Olmos, meksykański koszykarz (ur. 1910)
  - Milton Rokeach, amerykański psycholog społeczny, wykładowca akademicki pochodzenia żydowskiego (ur. 1918)
- 1989 – Mary McCarthy, amerykańska pisarka, krytyk literacki, aktywistka polityczna (ur. 1912)
- 1990 – Zara Minc, rosyjska semiotyk, profesor literatury rosyjskiej (ur. 1927)
- 1992:
  - Marian Haniewski, polski pułkownik (ur. 1918)
  - Włodzimierz Pająkowski, polski historyk, wykładowca akademicki (ur. 1934)
  - Adelino da Palma Carlos, portugalski prawnik, adwokat, polityk, premier Portugalii (ur. 1905)
  - Teresa Roszkowska, polska malarka, scenografka (ur. 1904)
- 1993:
  - Włodzimierz Muś, polski generał brygady (ur. 1918)
  - Vincent Price, amerykański aktor (ur. 1911)
- 1994:
  - Emil Grünig, szwajcarski strzelec sportowy (ur. 1915)
  - Antal Kocsis, węgierski bokser (ur. 1905)
  - Karl-Heinz Metzner, niemiecki piłkarz (ur. 1923)
  - Mildred Natwick, amerykańska aktorka (ur. 1905)
  - Yang Dezhi, chiński generał (ur. 1910)
- 1995:
  - Bernhard Heiliger, niemiecki rzeźbiarz, malarz, rysownik (ur. 1915)
  - Jan Hoffman, polski pianista, pedagog (ur. 1906)
  - Viveca Lindfors, szwedzka aktorka (ur. 1920)
- 1996 – Vladimír Mináč, słowacki pisarz (ur. 1922)
- 1998 – Mieczysław Stanclik, polski poeta (ur. 1941)
- 1999:
  - Bronisław Kuriata, polski generał dywizji (ur. 1923)
  - Payne Stewart, amerykański golfista (ur. 1957)
  - Tadeusz Szwed, polski fotoreporter (ur. 1938)
- 2000:
  - Alberto Demiddi, argentyński wioślarz (ur. 1944)
  - Mochitsura Hashimoto, japoński komandor (ur. 1909)
- 2002:
  - Lech Borski, polski pisarz (ur. 1942)
  - Richard Harris, irlandzki aktor, pieśniarz, poeta (ur. 1930)
  - René Thom, francuski matematyk, wykładowca akademicki (ur. 1923)
- 2003:
  - Jadwiga Dackiewicz, polska pisarka, eseistka, tłumaczka (ur. 1920)
  - Richard Leibler, amerykański matematyk, statystyk i kryptolog (ur. 1914)
- 2004:
  - John Peel, brytyjski prezenter radiowy, dziennikarz muzyczny (ur. 1939)
  - Jerzy Ustupski, polski narciarz, wioślarz (ur. 1911)
- 2005:
  - Mira Kubasińska, polska wokalistka, członkini zespołu Breakout (ur. 1944)
  - Henryk Pielesiak, polski bokser (ur. 1955)
  - Francesco Tommasiello, włoski duchowny katolicki, biskup Teano-Calvi (ur. 1934)
- 2006:
  - Jacek Majewski, polski perkusista (ur. 1966)
  - Danny Rolling, amerykański seryjny morderca (ur. 1954)
- 2007 – Puncagijn Dżasraj, mongolski polityk, premier Mongolii (ur. 1933)
- 2008:
  - Gerard Damiano, amerykański reżyser filmowy (ur. 1928)
  - Federico Luzzi, włoski tenisista (ur. 1980)
  - Muslim Magomajew, azerski i rosyjski śpiewak operowy (baryton) (ur. 1942)
  - Ian McColl, szkocki piłkarz, trener (ur. 1927)
  - Anne Pressly, amerykańska dziennikarka (ur. 1982)
- 2009:
  - Makszarip Auszew, inguszecki polityk, przedsiębiorca (ur. 1966)
  - Camillo Cibin, włoski funkcjonariusz, szef żandarmerii watykańskiej (ur. 1926)
- 2010:
  - Gregory Isaacs, jamajski muzyk reggae (ur. 1951)
  - Andrzej Konic, polski reżyser teatralny, telewizyjny i filmowy, aktor, scenarzysta (ur. 1926)
  - Andrzej Tomaszewski, polski architekt, historyk architektury i sztuki, konserwator zabytków (ur. 1934)
  - Tadeusz de Virion, polski prawnik, adwokat, dyplomata, sędzia Trybunału Stanu (ur. 1926)
- 2011 – Héctor López, meksykański bokser (ur. 1967)
- 2012:
  - Jacques Barzun, amerykański historyk, filozof pochodzenia francuskiego (ur. 1907)
  - John Connelly, angielski piłkarz (ur. 1938)
  - Emanuel Steward, amerykański bokser, trener (ur. 1944)
- 2013:
  - Arthur Danto, amerykański filozof, estetyk, krytyk sztuki (ur. 1924)
  - Arne Johansen, norweski łyżwiarz szybki (ur. 1927)
  - Wiktor Kubiak, polski przedsiębiorca, menedżer muzyczny (ur. 1945)
  - Hal Needham, amerykański reżyser filmowy (ur. 1931)
  - Amparo Soler Leal, hiszpańska aktorka (ur. 1933)
  - Bill Sharman, amerykański koszykarz (ur. 1926)
  - Chico Vaughn, amerykański koszykarz (ur. 1940)
  - Marcia Wallace, amerykańska aktorka (ur. 1942)
  - Julian Żołnierkiewicz, polski duchowny katolicki, socjolog, kapelan NSZZ RI „Solidarność” (ur. 1931)
- 2014:
  - Jack Bruce, brytyjski wokalista, kompozytor, basista, członek zespołu The Cream (ur. 1943)
  - Bogumiła Dziekan, polska pisarka (ur. 1933)
  - Rejhane Dżabbari, irańska zabójczyni (ur. 1988)
  - Zbigniew Hnatio, polski piłkarz (ur. 1953)
  - Peter Baptist Tadamarō Ishigami, japoński duchowny katolicki, biskup Naha (ur. 1920)
- 2015:
  - David Cesarani, brytyjski historyk, wykładowca akademicki pochodzenia żydowskiego (ur. 1956)
  - Wojciech Fangor, polski malarz, grafik, plakacista, rzeźbiarz (ur. 1922)
  - Janusz Mikulicz, polski samorządowiec, polityk, poseł na Sejm RP (ur. 1951)
  - Georg Müller, niemiecki duchowny katolicki, biskup Trondheim (ur. 1951)
  - Flip Saunders, amerykański trener koszykarski (ur. 1955)
- 2016:
  - Kevin Curran, amerykański scenarzysta filmowy i telewizyjny (ur. 1957)
  - Jerzy Szacki, polski socjolog, wykładowca akademicki (ur. 1929)
  - Carlos Alberto Torres, brazylijski piłkarz (ur. 1944)
- 2017:
  - Vilnis Edvīns Bresis, łotewski polityk, premier Łotewskiej SRR (ur. 1938)
  - Reinhold Durnthaler, austriacki bobsleista (ur. 1942)
  - John Mollo, brytyjski kostiumograf filmowy (ur. 1931)
- 2018:
  - Sara Anzanello, włoska siatkarka (ur. 1980)
  - Teresa Byszewska, polska plastyczka, ilustratorka, plakacistka, graficzka (ur. 1929)
  - Sonny Fortune, amerykański saksofonista, flecista, klarnecista i kompozytor jazzowy (ur. 1939)
  - Borislav Pelević, serbski polityk, działacz sportowy (ur. 1956)
  - John Ziegler, amerykański prawnik, działacz sportowy, prezes NHL (ur. 1934)
- 2019 – Renzo Burini, włoski piłkarz, trener (ur. 1927)
- 2020:
  - Ernesto Contreras, argentyński kolarz torowy i szosowy (ur. 1937)
  - Lee Kun-hee, południowokoreański przedsiębiorca (ur. 1942)
  - Slaven Letica, chorwacki ekonomista, polityk (ur. 1947)
  - Diane di Prima, amerykańska poetka (ur. 1934)
  - Kazimierz Wardak, polski lekkoatleta, średniodystansowiec (ur. 1947)
- 2021:
  - Regina Chłopicka, polska teoretyk muzyki, wykładowczyni akademicka (ur. 1934)
  - Tadeusz Czechowicz, polski polityk, poseł na Sejm PRL, dyplomata (ur. 1935)
  - Roberto Antonio Dávila Uzcátegui, wenezuelski duchowny katolicki, biskup pomocniczy Caracas (ur. 1929)
  - Anna Jekiełek, polska scenografka, kostiumografka (ur. 1937)
  - Fofi Jenimata, grecka polityk (ur. 1964)
  - Zdzisław Ryszard Mac, polski dziennikarz (ur. 1953)
  - Bolesław Polak, polski dyplomata (ur. 1932)
  - Herman Schmid, szwedzki socjolog, wykładowca akademicki, polityk (ur. 1939)
  - Aleksandyr Szałamanow, bułgarski piłkarz, narciarz alpejski (ur. 1941)
- 2022:
  - Gordon Fee, amerykański teolog pentekostalny, biblista, tłumacz (ur. 1934)
  - Franciszek Kosela, polski kolarz szosowy (ur. 1940)
  - Pierre Soulages, francuski malarz, grafik (ur. 1919)
- 2023:
  - Jorgos Gramatikakis, grecki fizyk, wykładowca akademicki, polityk, eurodeputowany (ur. 1939)
  - Anderl Molterer, austriacki narciarz alpejski (ur. 1931)
- 2024:
  - Kim Soo-mi, południowokoreańska aktorka (ur. 1949)
  - Włodzimierz Szymański, polski dyrygent (ur. 1944)
  - Zé Carlos, brazylijski piłkarz (ur. 1967)